# Kaumberg
Kaumberg je městys v okrese Lilienfeld v rakouské spolkové zemi Dolní Rakousy.

## Geografie
Kaumberg leží v údolí Triestingtal v Dolních Rakousích. Plocha městyse je 43 kilometrů čtverečních a 63,54% plochy je zalesněno.

### Městys sestává z katastrálních území
- Höfnergraben
- Kaumberg
- Laabach
- Obertriesting
- Steinbachtal
- Untertriesting

## Historie
Ve starověku byla oblast součástí provincie Noricum.
V roce 1928 byla do obce zavedena elektřina. Na podzim byla za přítomnosti spolkového prezidenta Dr. Michaela Hainische otevřena elektrárna,
V květnu 2005 došlo k zemětřesení o síle 3,5 Richterovy stupnice; jako důvod se uváděla hornická činnost.
Kaumberg je domovskou obcí moštové královny Vereny I., která "vládla" od 2006 do 2008.

### Vývoj počtu obyvatel
- 1971 829
- 1981 869
- 1991 942
- 2001 1049

## Politika
Starostou obce i vedoucím kanceláře je Michael Singraber. Po obecních volbách v roce 2005 bylo 19 křesel v obecním zastupitelstvu rozděleno podle získaných mandátů takto:
- ÖVP 13
- SPÖ 3
- FPÖ 3

Po obecních volbách konaných v roce 2010 se složení zastupitelstva nezměnilo.

## Kultura a pamětihodnosti
- Farní kostel Kaumberg
- Lyžařský vlek na Brandlwiese

## Hospodářství a infrastruktura
Nezemědělských pracovišť bylo v obci v roce 2001 43 a zemědělských a lesnických pracovišť bylo v roce 1999 67. Počet výdělečně činného obyvatelstva v místě bydliště bylo v roce 2001 471, tj. 45,28%.